# Croix-Rouge de Belgique
Pour les articles homonymes, voir Croix-Rouge, CRB et CRK.
La Croix-Rouge de Belgique ou CRB (en néerlandais Belgische Rode Kruis, communément abrégé par contraction : CRK) est une organisation belge fondée le 4 février 1864. En garantissant le respect des sept principes fondamentaux du Mouvement international de la Croix-Rouge et du Croissant-Rouge, elle est reconnue en Belgique comme société de secours volontaire, autonome, auxiliaire des pouvoirs publics et des services de santé militaires conformément à la première Convention de Genève.

## Statut
Bien que ses statuts la qualifient désormais de fondation d'utilité publique, la Croix-Rouge de Belgique est en réalité une personne morale de droit privé dotée d'un statut juridique sui generis fixé par la loi du 30 mars 1891. Elle n'est ni une ASBL, ni une fondation, car elle a été créée antérieurement à l'adoption de la loi du 27 juin 1921.
De surcroît, son statut auxiliaire aux pouvoirs publics est garanti par un accord conclu en 1972 avec l'État belge. Cet accord fait de la Croix-Rouge, juridiquement privée mais établi par une loi, une institution au statut différent des autres organisations privées de secourisme, car chargée unilatéralement de missions de service public. En ce sens, dans certains cas, la Croix-Rouge de Belgique est considérée comme un cas particulier d'organisme d'intérêt public, dont l'utilité publique a par ailleurs été reconnue par le Gouvernement en 1945.
La loi du 30 mars 1891 prévoit que les statuts de la Croix-Rouge de Belgique et leurs modifications doivent être approuvés par arrêté royal. Depuis la deuxième réforme de l'État, ce sont toutefois les Gouvernements des trois Communautés qui exercent conjointement cette compétence d'approbation.
L'emblème de la Croix-Rouge est protégé, et son usage réprimé, par l'article 136quater du Code pénal belge.
La Croix-Rouge de Belgique est la plus ancienne société nationale de la Croix-Rouge,.

### Structure communautaire
Depuis 1972, la Croix-Rouge de Belgique est communautarisée, donc organisée en deux ailes communautaires, l'une francophone, l'autre néerlandophone. Les deux ailes sont chapeautées par un organe bicommunautaire. La région de Bruxelles-Capitale (bilingue) est semi-autonome.
L'aile francophone, la Croix-Rouge de Belgique, Communauté francophone couvre les territoires de la Région wallonne et de la région Bruxelles-Capitale. Sa direction générale est localisée à Bruxelles. Son réseau se compose des 192 sections locales et 5 zones de secours. Ses actions reposent sur 11 000 volontaires et 550 salariés.
Dans cette aile, fait également partie, la Rotes Kreuz pour les neuf communes de la communauté germanophone. Son réseau se compose de 6 sections locales et sa direction est localisée à Eupen.
L'aile néerlandophone, la Rode Kruis Vlaanderen (littéralement : Croix-Rouge Flandre), couvre le territoire de la Région flamande. Sa direction est localisée à Malines.
Une structure bi-communautaire rassemble le Conseil national (organe législatif) et le Comité central de direction (organe exécutif) de la Croix-Rouge de Belgique. Cette structure est garante de l'unité institutionnelle de la Croix-Rouge de Belgique vis-à-vis des institutions internationales de la Croix-Rouge.

#### Singularité belge
Les deux entités communautaires de la Croix-Rouge de Belgique, fonctionnent de façon autonome sans avoir de personnalité juridique distincte. L'une s'appelle « Croix-Rouge de Belgique », en abrégé CRB, et l'autre « Rode Kruis-Vlaanderen » (RKV) sauf dans ses activités à l'étranger où elle se présente comme Belgian Red-Cross.
Par exemple, les anciennes Colonnes mobiles, historiques services de secours de la Croix-Rouge, se restructurent en 2003 pour donner une Unité d'appui communautaire (UAC) – propre à chaque communauté (devenue en Wallonie le Service d'appui opérationnel, SAO, en mars 2016). À Bruxelles, le service est également indépendant ; la 1re Colonne mobile qui y stationnait est remplacée par l'Unité d'appui Bruxelles-Capitale (UABC).
En 2004, le nouveau directeur de la CRB trouve une situation financière désastreuse et met en place un plan de redressement.
En 2005 la RKV a proposé à la CRB une transaction par laquelle elle couvrait la dette cumulée par la CRB d'un montant de 12 millions d'euros environ en échange d'une autonomie organisationnelle complète des deux ailes linguistiques. Cette volonté d'autonomie s'inscrit dans une différenciation de plus en plus prononcée des deux ailes créées en 1978, la RKV a quitté le siège de la Chaussée de Vleurgat à Bruxelles pour Malines en 2004 et l'emploi de logos propres à chaque communauté a débuté en 2004.
Le 22 décembre 2006 des administrateurs de la Rode Kruis Vlaanderen ont créé une Fondation Privée de droit belge. Quelques mois plus tard la RKV a transféré 6 millions d'euros à cette fondation. Les membres francophones du Comité National ont alors décidé de ne pas valider les comptes de la Croix-Rouge de Belgique.

En 2008 des signaux clairs montraient que le Palais royal voulait renforcer son influence sur la Croix-Rouge. Quand la RKV demanda plus d'autonomie le Palais lança un avertissement contre tout type de séparatisme. Jacques van Ypersele, le chef de cabinet du Roi, a voulu qu'un comité de sages, composé de gens de confiance du Palais, supervise la Croix-Rouge. Le trio d'hommes d'affaires en question conseillait déjà la princesse Astrid.

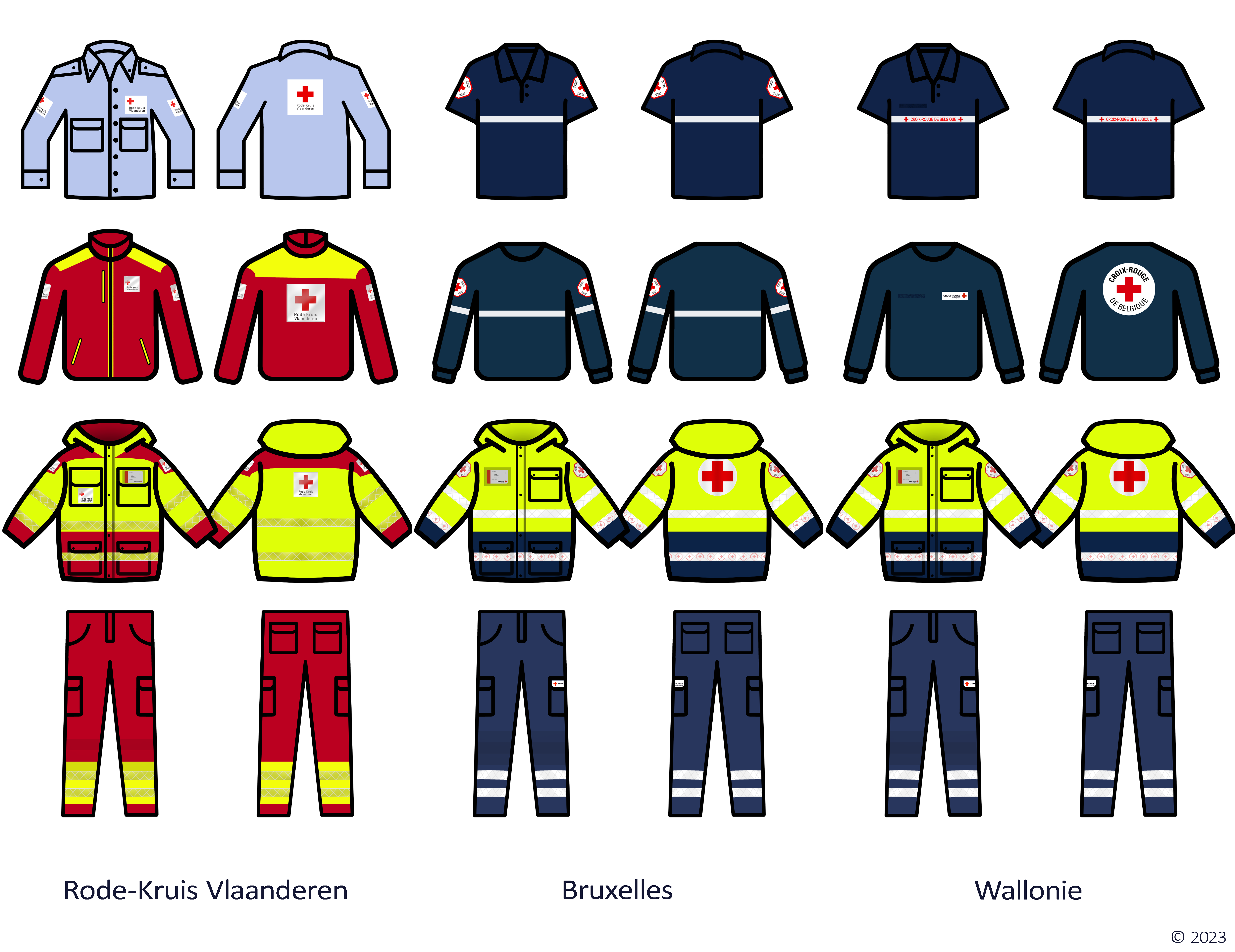
Uniformes des secouristes de la Croix-Rouge de Belgique dans les trois régions belges.

## Organisation

### Communauté francophone de la Croix-Rouge de Belgique: plan communautaire
La Communauté francophone est chapeautée par le Conseil communautaire. Ce-dernier est divisé en deux Comités de direction : le Comité de direction du service du sang, et le Comité de direction des services humanitaires.
En effet, depuis 2005, l'aile francophone est organisée en trois piliers distincts :
- Le Service francophone du Sang, établi à Suarlée (Namur)
- Les Services humanitaires, établis au siège national dans l'Espace Henry Dunant (Namur)
- L'Accueil des Demandeurs d'Asile

La Direction générale de l'aile francophone est établie à l'Espace Henry Dunant à Namur, Boulevard Ernest Mélot 42, depuis 2024. Le siège social de la Croix-Rouge de Belgique et de la Belgische Rode Kruis est établi à la même adresse.

### Plans local et provincial, pôle secours et pôle social
Outre l'organisation nationale (la société nationale ; Croix-Rouge de Belgique) et communautaire (la direction de la Communauté francophone), l'organisation concrète de la majorité des activités de la Croix-Rouge sur le territoire belge a lieu aux niveaux local et provincial.

#### Wallonie
En chaque province de Wallonie s'établit un Comité provincial qui coordonne les activités de secours et de soutien social qui ont lieu sur le territoire de la province en question, ainsi que les formations dont le contenu est coordonné par l'Institut de formation de la Croix-Rouge, organe communautaire. Toutefois, certaines formations internes de l'Institut de formation sont uniquement organisées au niveau communautaire, en général au siège national à Bruxelles.
Au niveau local, les plus petites entités de la Croix-Rouge en Wallonie sont les 'Maisons Croix-Rouge' (MCR), qui sont le premier point de contact avec le public. Il y a 93 Maisons Croix-Rouge en Wallonie. Elles détiennent une certaine autonomie en ce qui concerne l'organisation d'activités sociales, sur le territoire restreint d'une ou plusieurs communes : location de matériel paramédical, magasins de seconde main, distribution de nourriture et de produits de vie aux sans-abris, aux démunis ou au personnes infortunées.
L'organisation des services de secours a davantage lieu au niveau provincial, alors que les activités sociales sont gérées par les Maisons Croix-Rouge.

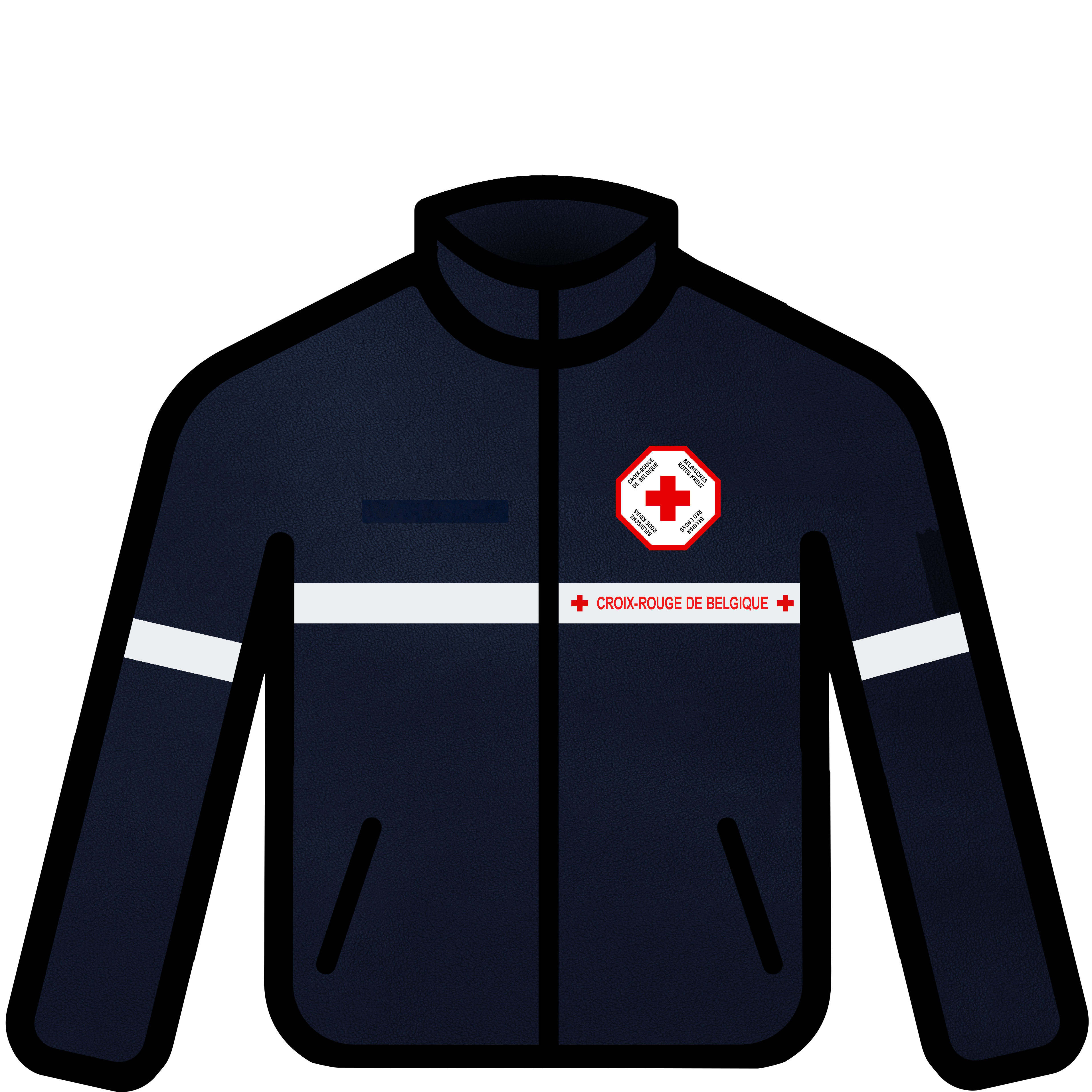
Élément de tenue bleu du pôle secours (uniforme de secouriste wallon).
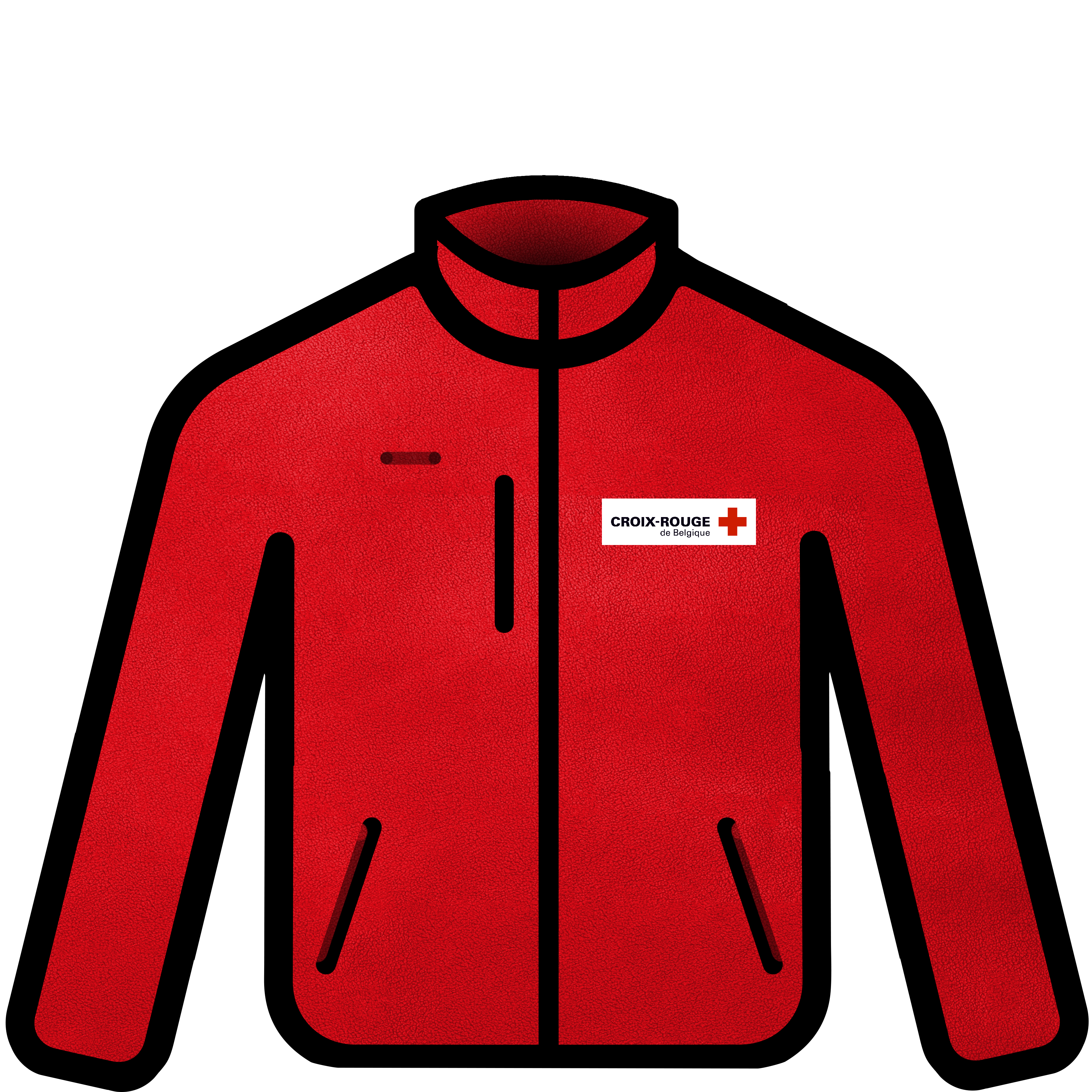
Élément de tenue « réseau », rouge.

#### Bruxelles
La région de Bruxelles-Capitale, dépourvue de provinces, est doté d'une organisation semi-autonome, principalement rattachée à la Communauté francophone : les 17 sections locales établies en région bruxelloise relèvent en effet de la Communauté francophone. Les activités de secours sont organisées par la Communauté francophone sous une supervision bi-communautaire de la Communauté francophone et de la Rode Kruis-Vlaanderen (Communauté flamande). Les activités sociales sont, à Bruxelles, organisées indépendamment d'une part par la Communauté francophone, sous laquelle retombent les 17 sections locales, et d'autre part par la Rode Kruis-Vlaanderen qui a établi un bureau dans la Ville de Bruxelles.
Contrairement aux 'Maisons Croix-Rouge' en Wallonie, qui ne gèrent que des activités sociales, les 'sections locales' de Bruxelles gèrent sur leur territoire (une ou plusieurs communes) à la fois les activités de secours et d'aide sociale.
Les sections locales bruxelloises sont chapeautées par le Service secours Bruxelles-Capitale (l'instance qui, tel que mentionnée ici plus haut, fonctionne sous une supervision bi-communautaire de la Communauté francophone et de la Rode Kruis-Vlaanderen), qui coordonne les services de secours lors de grands événements, ainsi que du service d'aide médicale urgente (service '112'), et du service d'ambulances Croix-Rouge (service '105').
Le Service secours Bruxelles-Capitale compte par ailleurs une série d'unités supplémentaires, qui n'appartiennent pas aux sections locales et qui fonctionnent de la même manière qu'une section locale ; telles que l'Unité d'appui Bruxelles-Capitale (UABC). Au niveau national, en outre, la Communauté francophone détient une Unité communautaire d'appui (UCA), basée à Bruxelles, avec du matériel spécialisé comme une ambulance tout-terrain.
Les uniformes portés par les volontaires du pôle secours à Bruxelles sont distincts de ceux portés en Wallonie : au lieu de la mention « Croix-Rouge de Belgique » et des logos francophones de la Croix-Rouge de Belgique, les uniformes bruxellois portent l'écusson historique de la Croix-Rouge avec mention du nom de l'organisation en quatre langues (et qui est certes également présent, à moindre mesure, sur des éléments des tenues wallonnes). En outre, les ambulances et autres véhicules du Service secours Bruxelles-Capitale et des sections locales sont strippés à la fois en français et en néerlandais (« Belgische Rode Kruis »), les deux langues officielles de la région bilingue de Bruxelles-Capitale.

#### Missions et fonctions du pôle secours
En temps de paix, les services de secours de la Croix-Rouge œuvrent d'une part de manière générale sur le territoire belge en tant que service public : en tant qu'élément prépondérant de l'aide médicale urgente belge. Depuis les diverses centrales de la Croix-Rouge, les services de garde des ambulances '112' peuvent être déployés en intervention à tout moment. De surcroît, la Croix-Rouge organise certains Services mobiles d'urgence et de réanimation (SMUR) stationnés à divers hôpitaux à Bruxelles et en Wallonie. La Croix-Rouge a également obtenue unilatéralement par le Gouvernement fédéral la mission d'organiser les First Intervention Teams ('FIT'), déployables à tout moment par les centrales '112' en cas de catastrophe ou d'incident majeur.
D'autre part, la Croix-Rouge de Belgique organise ses propres activités d'aide médicale et d'aide au public. En premier lieu au travers du service d'ambulances '105' organisé par des ambulanciers du transport non-urgent de patients (ATNUP), effectuant des transports médicaux, notamment entre hôpitaux. En second lieu au travers des dispositifs médicaux préventifs (DMP, dénommés actions préventives de secours ou APS jusqu'en 2023). Pour ces DMP, la Croix-Rouge œuvre comme simple organisation de secourisme privée habilitée pour le compte de l'organisateur d'un événement (ou, dans certains cas, par la propre initiative de la Croix-Rouge lors d'événements sans structure organisatoire établie). Les activités de secours privées et de service public de la Croix-Rouge se croisent en divers points. Elles sont organisées par le Service Secours de la Croix-Rouge (SSCR) ; dont le bras bruxellois est également indépendant (SSCR Bruxelles).
Pour ces Dispositifs préventifs médicaux, la Croix-Rouge dispose de surcroît de ses propres services de médecins d'urgence, d'infirmiers, de secouristes et d'intervenants psychosociaux (Sisu - Service d'intervention psychosociale d'urgence) et de véhicules. Ces équipes et véhicules peuvent – dans certaines circonstances particulières – également remplacer ou soutenir les services '112' d'aide médicale urgente tels que les SMUR.

### Unités et fonctions

#### Secouristes
Lors de Dispositifs médicaux préventifs, les secouristes sont régulièrement déployés en équipe d'intervention, composée généralement de cinq membres ; ou de petites équipes en binôme dénommées « PAPS » (Point d'alerte et de premiers secours). Les secouristes en intervention portent l'uniforme standard du secouriste ainsi que des éléments de haute-visibilité et, le cas échéant, des casques F2. Les équipes peuvent également être constituées de secouristes-ambulanciers (AMU), d'ambulanciers de transport non-urgent (ATNUP), d'infirmiers voire de médecins.
L'autre composante classique d'un Dispositif médical préventif est l'édification d'un poste médical. Il peut s'agir d'un ou plusieurs simples « postes de soins », constitués de secouristes, ainsi que requérir d'infirmiers, de secouristes-ambulanciers, de médecins ou d'autres professions de santé, jusqu'à devenir un « poste médical avancé » ; voire un « poste médical d'urgence » (en Wallonie), avec bloc opératoire, qui profite alors de l'agrégation d'un hôpital plutôt que de la Croix-Rouge elle-même.
| Fonction                                                             | Agrément (minimal)                           | Tenue distinctive | Tenue distinctive | Cadre d'action                                           |
| Fonction                                                             | Agrément (minimal)                           | Wallonie | Bruxelles | Cadre d'action                                           |
| -------------------------------------------------------------------- | -------------------------------------------- | --- | --- | -------------------------------------------------------- |
| Secouriste                                                           | Brevet de secourisme                         | | | –                                                        |
| Équipier secouriste                                                  | Brevet de secourisme et formation interne    | | | Dispositif médical préventif ou plan d'urgence           |
| Infirmier en équipe d'intervention                                   | Infirmier                                    | | | Dispositif médical préventif ou plan d'urgence           |
| Ambulancier en équipe d'intervention                                 | Secouriste-ambulancier (AMU)                 | | | Dispositif médical préventif ou plan d'urgence           |
| Secouriste en poste de soins ou poste médical                        | Brevet de secourisme et formation interne    | | | Dispositif médical préventif ou plan d'urgence           |
| Infirmier en poste de soins ou poste médical avancé                  | Infirmier                                    | | | Dispositif médical préventif ou plan d'urgence           |
| Infirmier spécialisé SIAMU en poste de soins ou poste médical avancé | Infirmier titré SISU                         | | | Dispositif médical préventif ou plan d'urgence           |
| Médecin en poste de soins ou poste médical avancé                    | Docteur en médecine                          | | | Dispositif médical préventif ou plan d'urgence           |
| Médecin urgentiste en poste de soins ou poste médical avancé         | Docteur spécialisé en médecine d'urgence     | | | Dispositif médical préventif ou plan d'urgence           |
| Cadre (responsable sur terrain)                                      | Brevet de secourisme et formation interne    | Gilet jaune et orange fluorescents haute visibilité porté comme uniforme de la Croix-Rouge de Belgique par un responsable sur terrain                              | Gilet jaune et orange fluorescents haute visibilité porté comme uniforme de la Croix-Rouge de Belgique par un responsable sur terrain                              | Dispositif médical préventif ou plan d'urgence           |
| Directeur des opérations (DIR OPS)                                   | Brevet de secourisme et formation interne    | Gilet jaune et orange fluorescents haute visibilité porté comme uniforme de la Croix-Rouge de Belgique par le Directeur des opérations à Bruxelles et en Wallonie. | Gilet jaune et orange fluorescents haute visibilité porté comme uniforme de la Croix-Rouge de Belgique par le Directeur des opérations à Bruxelles et en Wallonie. | Dispositif médical préventif ou plan d'urgence           |
| Opérateur de poste de commandement opérationnel (PC-OPS)             | Brevet de secourisme et formation spécifique | | | Dispositif médical préventif ou plan d'urgence           |
| Opérateur de poste de commandement médical (PC-MED)                  | Docteur en médecine et formation spécifique  | | | Dispositif médical préventif ou plan d'urgence           |
| Ambulancier de transport non-urgent                                  | Brevet ATNUP                                 | | | Service d'ambulances '105'                               |
| Secouriste-ambulancier                                               | Secouriste-ambulancier (AMU)                 | | | Service de garde '112'                                   |
| Infirmier SIAMU                                                      | Infirmier titré SISU                         | | | SMUR ou Paramedical Intervention eam                     |
| Médecin urgentiste                                                   | Médecin spécialisé en médecine d'urgence     | | | SMUR ou équipe médical d'urgence                         |
| Intervenant psychosocial (SISU)                                      | Diplôme SISU de la Croix-Rouge               | | | Dispositif médical préventif ou plan d'urgence           |
| Médiateur SISU                                                       | Diplôme SISU de la Croix-Rouge               | | | Dispositif médical préventif ou plan d'urgence           |
| Volontaire télécommunications                                        | Formation interne                            | | | Unité télécom                                            |
| Volontaire logistique                                                | -                                            | | | Unité d'appui logistique                                 |
| Secouriste FIT                                                       | Brevet de secourisme                         | | | Service de garde, plan d'urgence (événement catastrophe) |

#### Services ambulanciers
La Croix-Rouge de Belgique possède, dans toutes les provinces du royaume et en Région de Bruxelles-Capitale, des casernes de garde pour le service d'aide médicale urgente. Les ambulances et ambulanciers qui y tiennent garde sont dispatchés par la centrale d'urgence 112 de leur province. En excluant les PIT (voir suite), la Croix-Rouge compte 15 départs '112' à Bruxelles et en Wallonie : deux à Bruxelles, deux en Communauté germanophone, et 11 dans le reste de la Wallonie.
Les volontaires de la Croix-Rouge sont alors des secouristes-ambulanciers agréés par le Service public fédéral Santé publique ; dont ils portent l'uniforme réglementaire de secouriste-ambulancier.
La Croix-Rouge possède de surcroît des unités ambulancières Paramedical Intervention Team (PIT) qui, outre deux secouristes-ambulanciers, sont constituées d'un infirmier spécialisé en Soins intensifs et aide médicale urgente (portant le titre d'Infirmier Spécialisé en Soins intensifs et Soins d'urgence). Elle gère également certains Services mobiles d'urgence et de réanimation (SMUR). Ces deux types d'unités sont physiquement rattachés au service d'urgence d'un hôpital, plutôt qu'à une caserne propre à la Croix-Rouge.

La Croix-Rouge gère de surcroît son service '105' (du fait du numéro de téléphone particulier 105 attribué à la Croix-Rouge de Belgique) de transport non-urgent de patients. Les volontaires sont alors des ambulanciers ATNUP.

Ambulances '105' et '112' de la Croix-Rouge de Belgique.
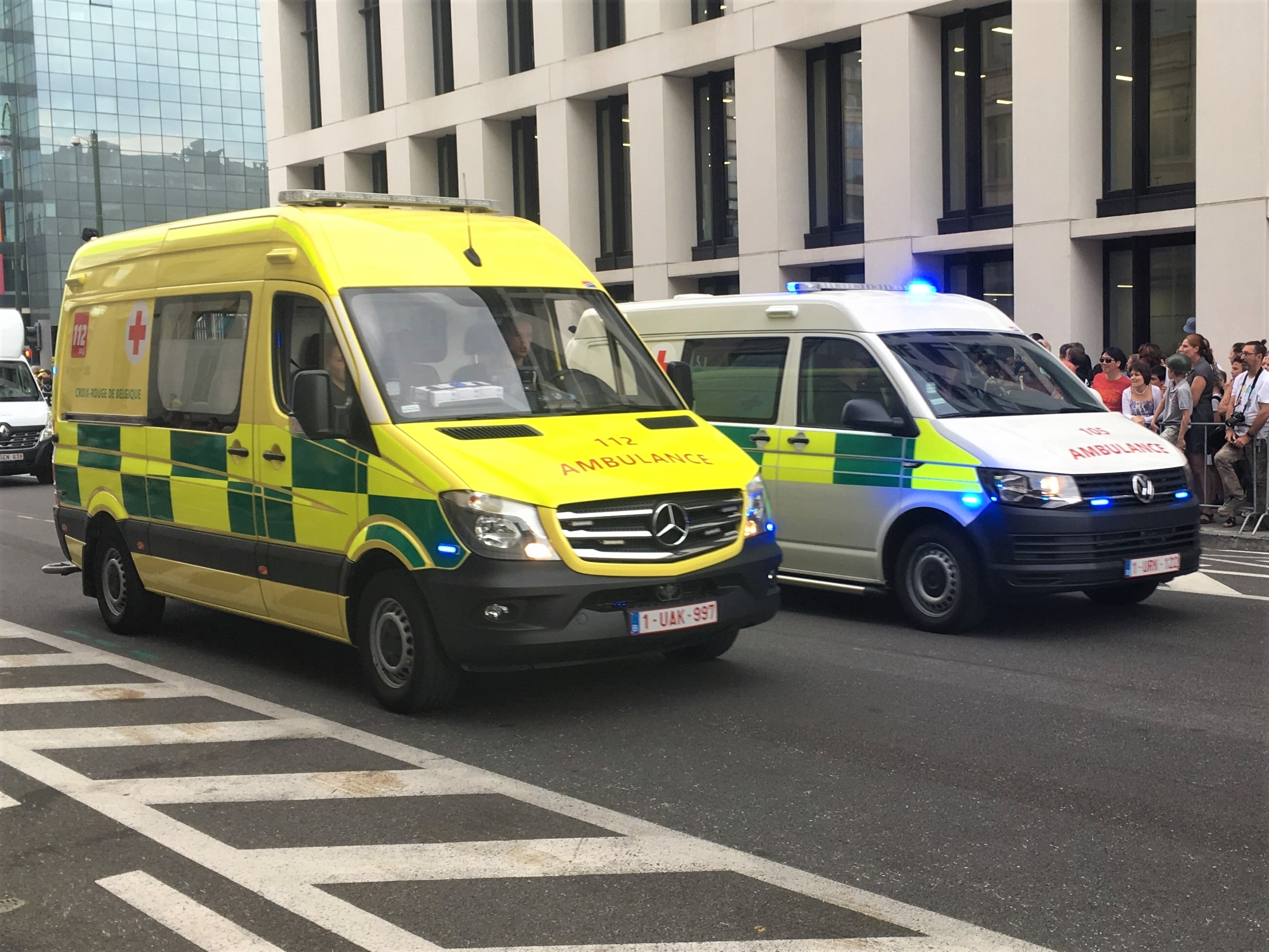
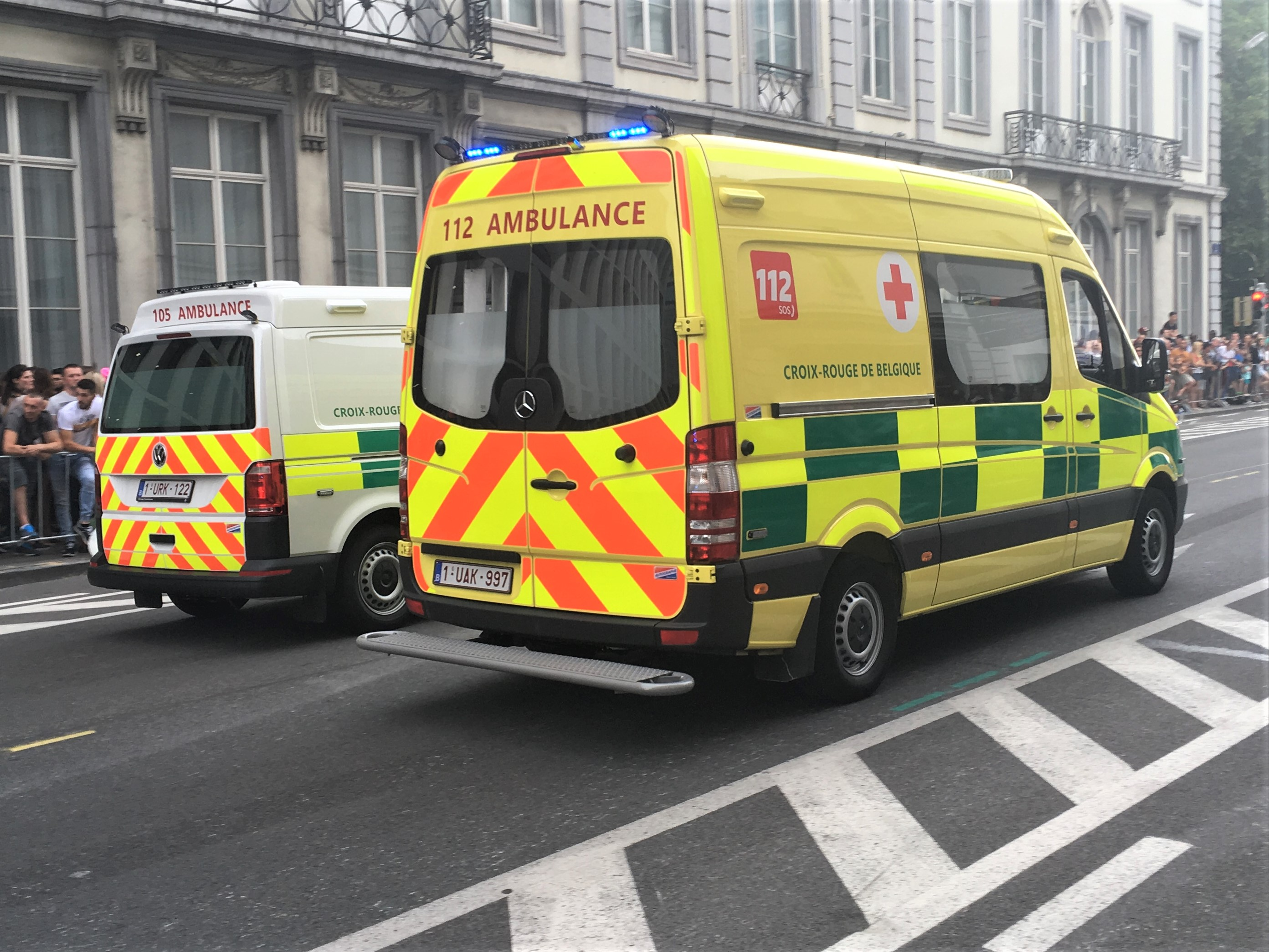

#### First Intervention Team
Les First Intervention Teams (FIT, appelées Snelle Interventie Teams en Région flamande) sont des équipes d'intervention d'urgence de la Croix-Rouge, de garde et rapidement déployables, qui peuvent être appelées lorsqu'un Plan d'intervention médicale (PIM) est déclaré. Un FIT se compose d'une moitié logistique et d'une moitié médicale, toutes deux arrivant sur place avec chacun un véhicule.
Les FIT sont l'une des deux compétences (avec le SISU) pour lesquelles la Croix-Rouge est unilatéralement mandatée par l'État, ce qui signifie que la Croix-Rouge œuvre alors pleinement en tant que service public, et est la seule organisation compétente en la matière. Il s'agit en effet d'une initiative du SPF Santé publique qui a unilatéralement délégué la mission à la Croix-Rouge de Belgique. La Croix-Rouge est donc l'unique organisation responsable des FIT en Belgique, qui œuvrent cependant pour le compte de l'État fédéral, en tant que service public d'urgence. Les véhicules FIT relèvent du SPF Santé publique. Par conséquent, tous les véhicules FIT sont indiqués par le numéro d'urgence 112, au lieu du numéro 105 utilisé sur les ambulances de la Croix-Rouge qui n'effectuent pas de tâches liées au service 112. Le marquage de ces véhicules correspond aux ambulances belges '112' ordinaires (c'est-à-dire de couleur jaune avec une double rangée de blocs Battenburg jaune-vert sur les côtés et un chevron jaune-orange à l'arrière), sauf que l'indication « ambulance » est remplacée par la mention « FIT » (ou « SIT » en Flandre).

Le SIT-LOG utilise un véhicule conçu pour transporter une grande quantité de matériel logistique. Cette équipe arrive sur place avec au moins trois secouristes. Ils apportent avec eux de grandes quantités de brancards, chaises, lits, de l'oxygène, des tentes gonflables, de l'éclairage, et des équipements électrogènes et de signalisation. L'équipe SIT-MED dispose d'un véhicule différent, équipé de matériel médical spécialisé et de davantage de sièges. Elle se compose non pas de trois, mais de cinq volontaires, qui apportent de grandes quantités de médicaments, perfusions, du matériel de premiers soins, du matériel de réanimation, des couvertures anti-feu et une tente gonflable.

Véhicules 'FIT' de la Croix-Rouge de Belgique.
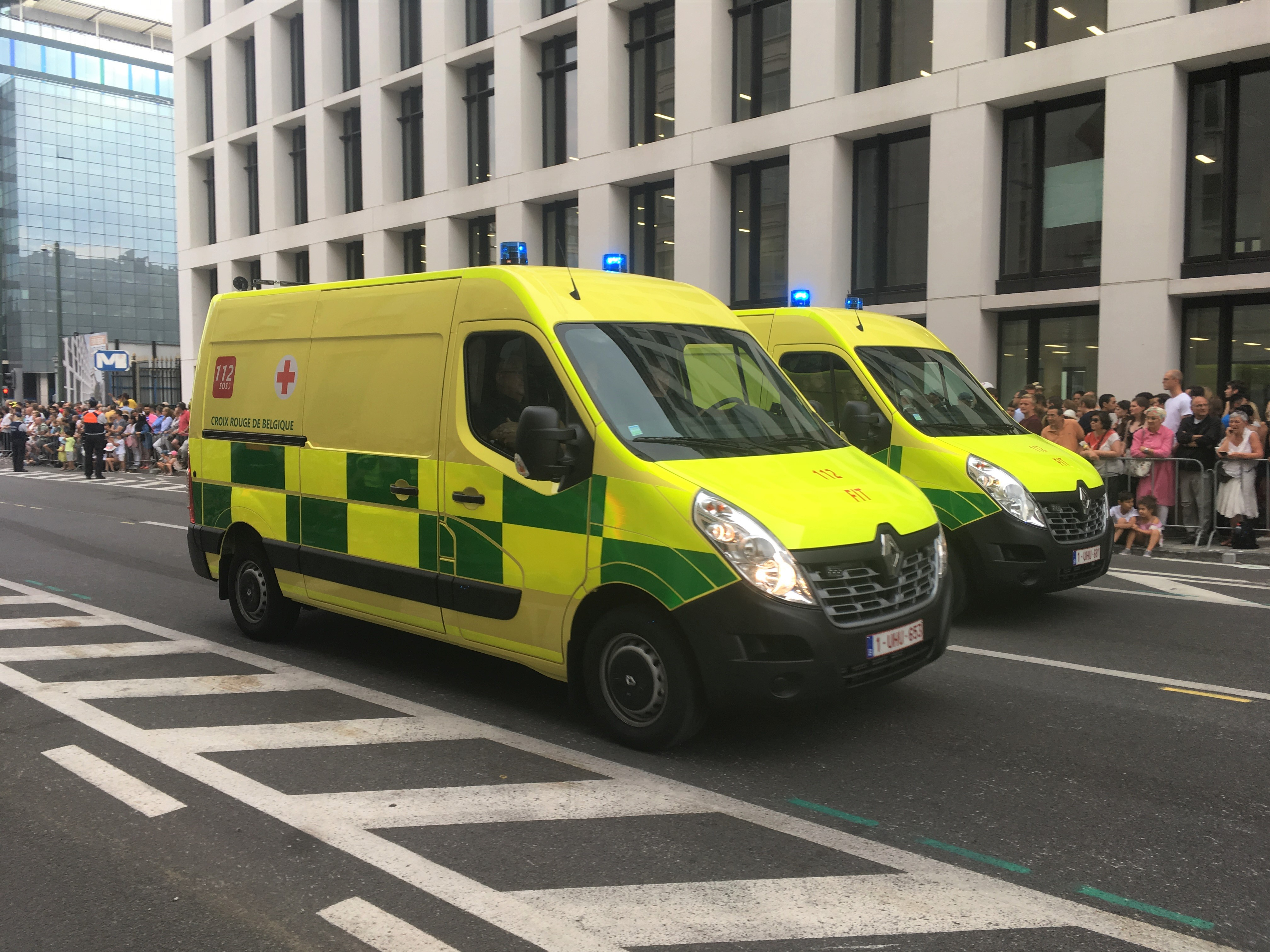
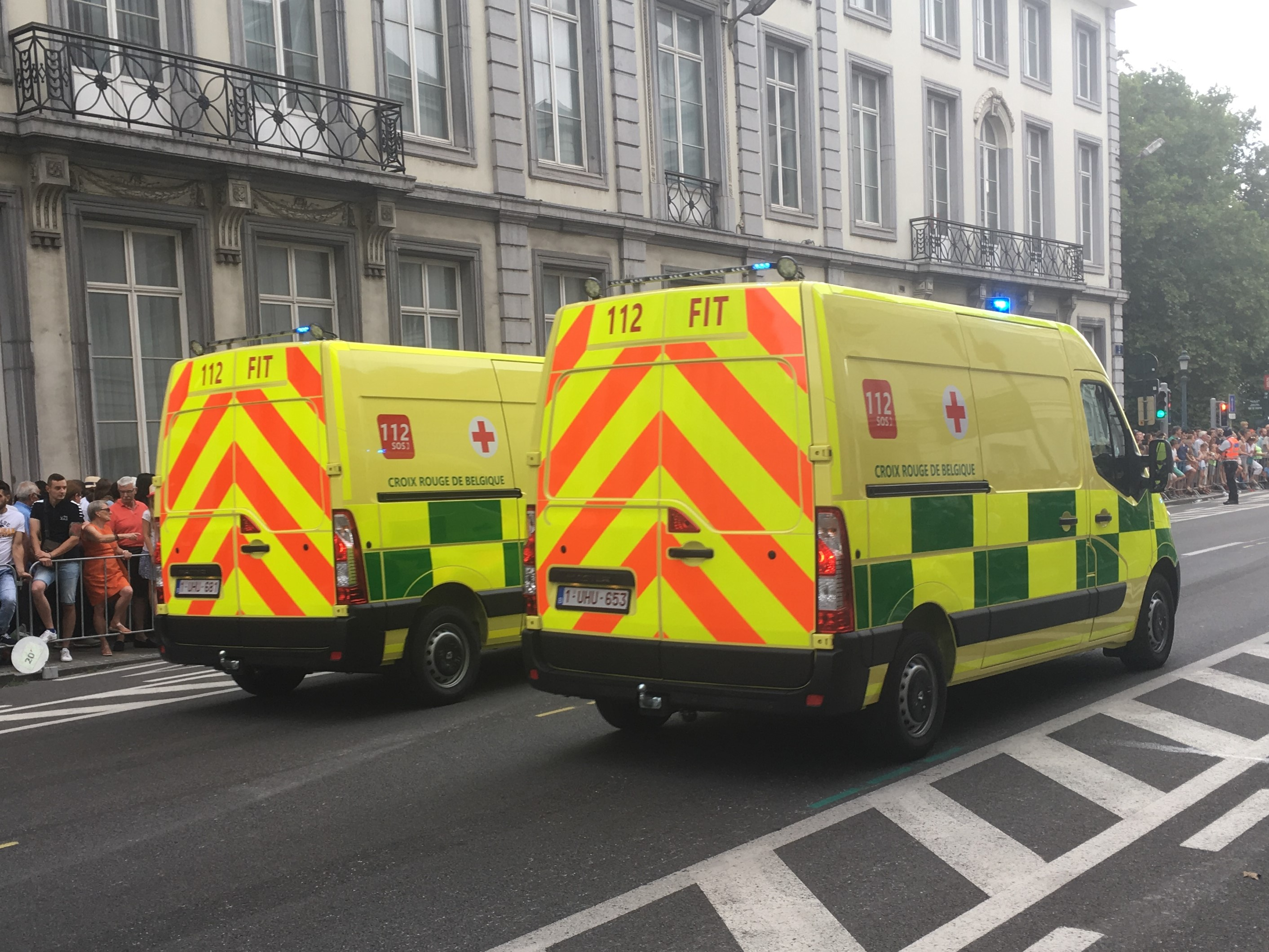

#### Service d'intervention psychosociale urgente
La Croix-Rouge de Belgique possède un service particulier d'intervention psychosociale, dénommé SISU (pour Service d'intervention psychosociale urgente). Mandaté et invoqué par le Service public fédéral Santé publique lors de crises ou de catastrophes, le SISU comprend des intervenants psychosociaux formés à la psychologie de crise, à l’accueil et à l’accompagnement psychosocial. Les volontaires SISU peuvent être appelés à tout moment et à tout endroit en Belgique ou dans les pays limitrophes.
Le SISU est l'une des trois compétences (avec les FIT et le service du sang) pour lesquelles la Croix-Rouge est unilatéralement mandatée par l'État, ce qui signifie que la Croix-Rouge œuvre pleinement en tant que service public, et est la seule organisation compétente en la matière.

#### Unités d'appui
Historiquement, la Croix-Rouge était soutenue par trois unités mobiles, d'abord appelées groupes de secours puis Colonnes mobiles, basées à Bruxelles (1CMK ou 1re Colonne mobile), Anvers (2MK) et Mons (3CM). Ces grandes unités d'intervention, de logistique et de transport se sont restructurées en 2003 du fait de la communautarisation de la Croix-Rouge. La Région wallonne est depuis épaulée par l'Unité d'appui communautaire (UAC), désormais Service d'appui opérationnel (SAO) à Rhisnes, héritant de la 3e Colonne mobile montoise. La Région bruxelloise est soutenue par l'Unité d'appui Bruxelles-Capitale (UABC), héritant d'une partie de la 1re Colonne mobile.

##### Ancienne section parachutiste
Au sein de l'ancienne 1re Colonne mobile, se tint de 1960 à 1969 la Section des parachutistes, dépendant des Ministères de la Défense et de l'Intérieur mais intégrée à la Croix-Rouge, entrainée par et assimilée au Régiment Para-Commando. Certains secouristes membres de cette section ont de ce fait été brevetés parachutistes au sein de l'Armée belge.

### Service du sang
La Croix-Rouge de Belgique est mandatée par l'État pour collecter, tester, stocker et distribuer les produits sanguins. Chaque communauté de la Croix-Rouge (francophone et néerlandophone) possède son service autonome du sang, qui dispose de surcroît d'une autonomie au sein de la communauté.
Le service francophone du sang est établi à Namur. La Communauté germanophone dépend du Service du sang de l’entité de Liège.
La Croix-Rouge détient le monopole du traitement du sang en Belgique. Il n'y a en effet pas d'autres organisations chargées de la gestion d'un réseau sanguin ; seuls quelques établissements indépendants possèdent leurs propres donneurs pour une utilisation de sang en interne.

### Présidence d'honneur
Le titre de président national (ou président d'honneur) de la Croix-Rouge de Belgique est porté traditionnellement par un membre de la famille royale de Belgique.
- Antoine Depage (°1862+1925)[22] 1924 à 1925
- 1941 : Le Prince de Ligne[23]
- 1958-1993 : prince Albert de Belgique, prince de Liège. Il occupe la présidence d'honneur jusqu'à son accession au trône du Royaume de Belgique sous le nom d'Albert II.
- 1994-2007 : princesse Astrid de Belgique, fille du précédent. Sur fond de tension communautaires entre les ailes francophone et néerlandophone, elle ne souhaitera pas renouveler son mandat[24].
- Depuis le 1er janvier 2008 : poste vacant.

Comme le stipulent les statuts « en cas de vacance de la présidence nationale, les fonctions sont assumées, à titre provisoire, conjointement par les vice-présidents nationaux. Ceux-ci prennent les mesures voulues en vue de pourvoir à la vacance dans les délais les plus brefs. ».

### Direction générale de la Communauté francophone de la Croix-Rouge de Belgique
Une nouvelle fonction a été créée en 2004 : l'Administrateur général de la Communauté francophone. Cette fonction a été exercée par Danièle Sondag-Thull (pensionnée au 1/1/2016).
Service francophone du Sang :
- 2015- : Ivan de Bouyalski
- 1995-2015 : Danièle Sondag-Thull

Services humanitaires
- 2025 - ...... : Laurent Jacquemin
- 2023-.2024: Guy Richelle
- 2016-2022 : Pierre Hublet
- 2007-2015 : Danièle Sondag-Thull
- 2004-2007 : Olivier de Briey
- 2000-2004 : Jean-Pierre Arnould
- 1994-2000 : Philippe Laurent
- ???-1994 : Guy Hullebroeck
- 1936-1939, 1952[26] : E. Dronsart,[27]

## Emblème et identité
L'emblème de la Croix-Rouge est protégé par la convention de Genève et le Gouvernement fédéral est chargé d'y veiller. En cas de conflit, les personnes, les bâtiments et équipements qui la portent sont protégés des actions des parties belligérantes. Voici des logos incorporant l'emblème :
|  |  |  |  |

## Historique

### Création et débuts

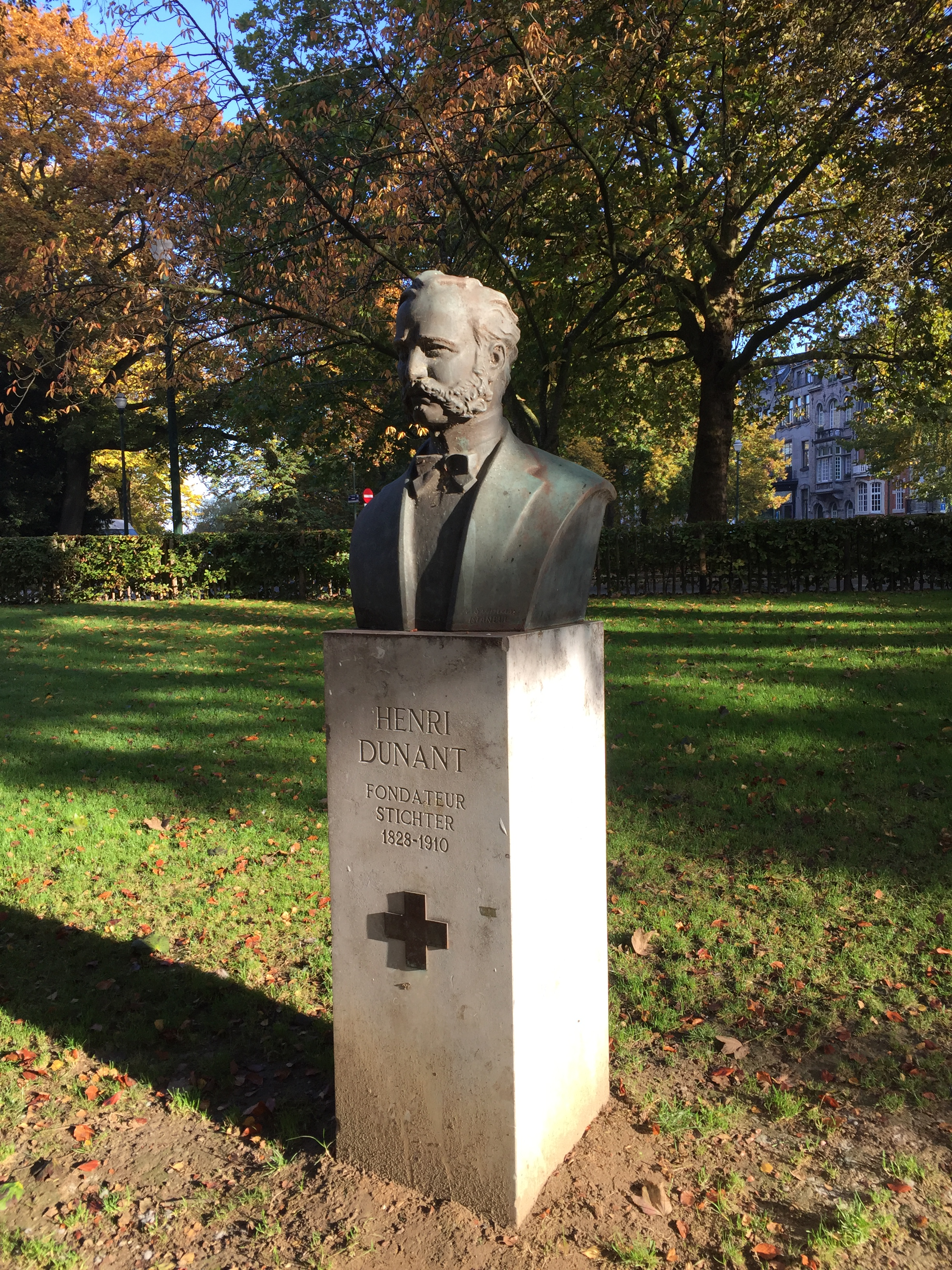
Buste de Henri Dunant au square de la Croix-Rouge, œuvre de Nurset Suman, à l'entrée de l'abbaye de la Cambre en Belgique.

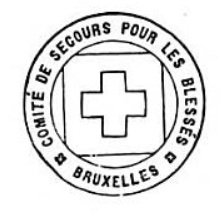
Sigle du Comité de Secours pour les Blessés, Bruxelles 1864.

Une Association Belge pour le Secours aux Blessés et aux Malades en temps de Guerre a été fondée à Bruxelles en 1863 à la suite de la première Conférence Diplomatique organisée à Genève par Henri Dunant et consorts du 26 au 29 octobre 1863. La Belgique n'est ni présente ni représentée à cette première conférence.
Un comité provisoire fut formé après cette première Conférence diplomatique de Genève. Ce comité est composé alors du président, le docteur Uytterhoeven, ancien chirurgien en chef des hôpitaux de Bruxelles et d’Anvers, de J. van Parys, (trésorier) ancien magistrat, Ad. Roussel, avocat et professeur à l’université de Bruxelles, du lieutenant-général A. Renard, aide de camp du roi Léopold, de madame la baronne Ida de Crombrugghe (née de Kerchove), du docteur Van Holsbeek qui est nommé secrétaire et auquel sont adjoints : M. Coomans, représentant, Fallot, ancien médecin principal de l’Armée, M. de Longé, conseiller à la Cour de cassation, M. Aug. Visschers, membre du conseil des Mines et d’autres.
Cette association était dirigée par un comité composé de : Messieurs Visschers (président), Geelhand, Roussel, le général Pletinckx (vice-président), van Holsbeke (secrétaire général), Cantoni (trésorier), des docteurs Bougard, Merchie et Manceaux.
La Croix-Rouge de Belgique est créée le 4 février 1864.
L'État belge participe aussi du 8 au 22 août 1864 à la deuxième Conférence diplomatique convoquée par le Conseil fédéral suisse. Le Belge Aug. Vissschers fut envoyé avec les pleins pouvoirs aux conférences internationales de Genève de 1864 et 1866 pour représenter la Belgique. La Belgique signe avec onze autres États la première première convention de Genève. Le 14 octobre 1864, le gouvernement belge valide la fondation de la Croix-Rouge de Belgique.
Le 31 mars 1891 la Croix-Rouge reçoit la personnalité juridique comme institution d'utilité publique.
À sa création le siège du Comité (aussi appelé l'Œuvre) est situé au no 7 de la rue Montagne de l'Oratoire à Bruxelles.

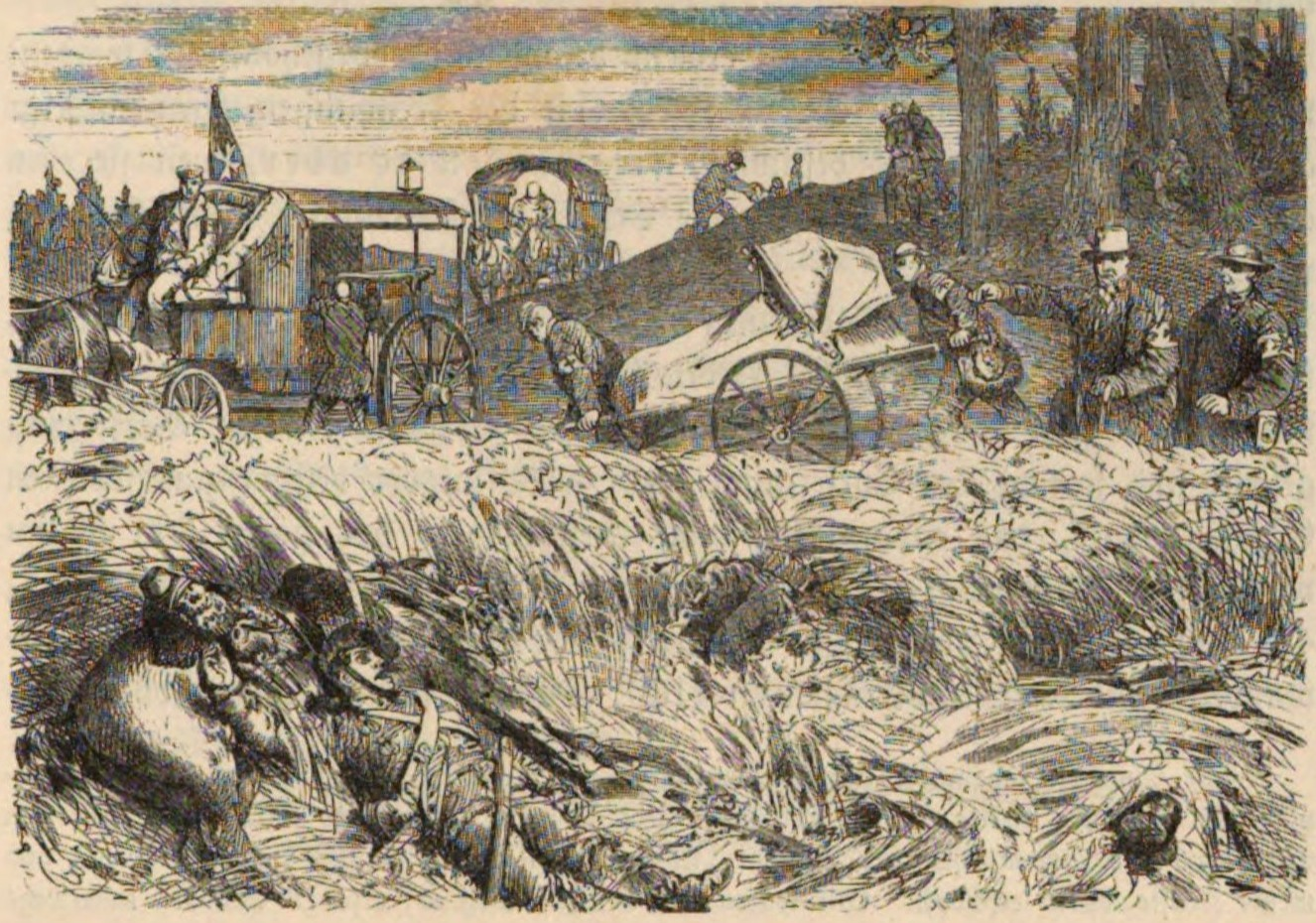
Soins aux militaires blessés par des membres de la Croix-Rouge lors de la guerre austro-prussienne de 1866.

La première action d'aide a lieu en 1866 par l'envoi d'équipements et de biens pour soigner les blessés des deux camps lors de la guerre austro-prussienne.
Lors de la guerre franco-allemande de 1870, le Comité de Secours envoie sous la direction de la baronne Ida de Crombrugghe, née de Kerckhove, une délégation pour soigner les blessés Allemands et français. Plus de 27 volontaires, femmes et hommes ont œuvré dans des conditions très difficiles à Sarrebrück, Metz et Cambrai entre août 1870 et février 1871.
Lors de la guerre de 1871 la Croix-Rouge de Belgique a par son Bureau de Renseignements et de Correspondance, acheminé plus de 20 000 lettres et fourni des renseignements à propos de 1 500 blessés dont les familles n'avaient plus de nouvelles.

Le 10 mai 1900, la première volontaire de la Croix-Rouge de Belgique, l'infirmière Louise Laridon décède en service près de Lindley dans l'État libre d'Orange.
En 1912, durant la guerre bulgaro-turque, le docteur Antoine Depage prend l'initiative de mettre en service quatre ambulances de la Croix-Rouge de Belgique pour le soin des blessés; une en Turquie, une autre en Bulgarie et deux en Serbie. Lui-même avec sa femme et un de leurs fils dirigent à Constantinople une ambulance-hôpital.

### Siège

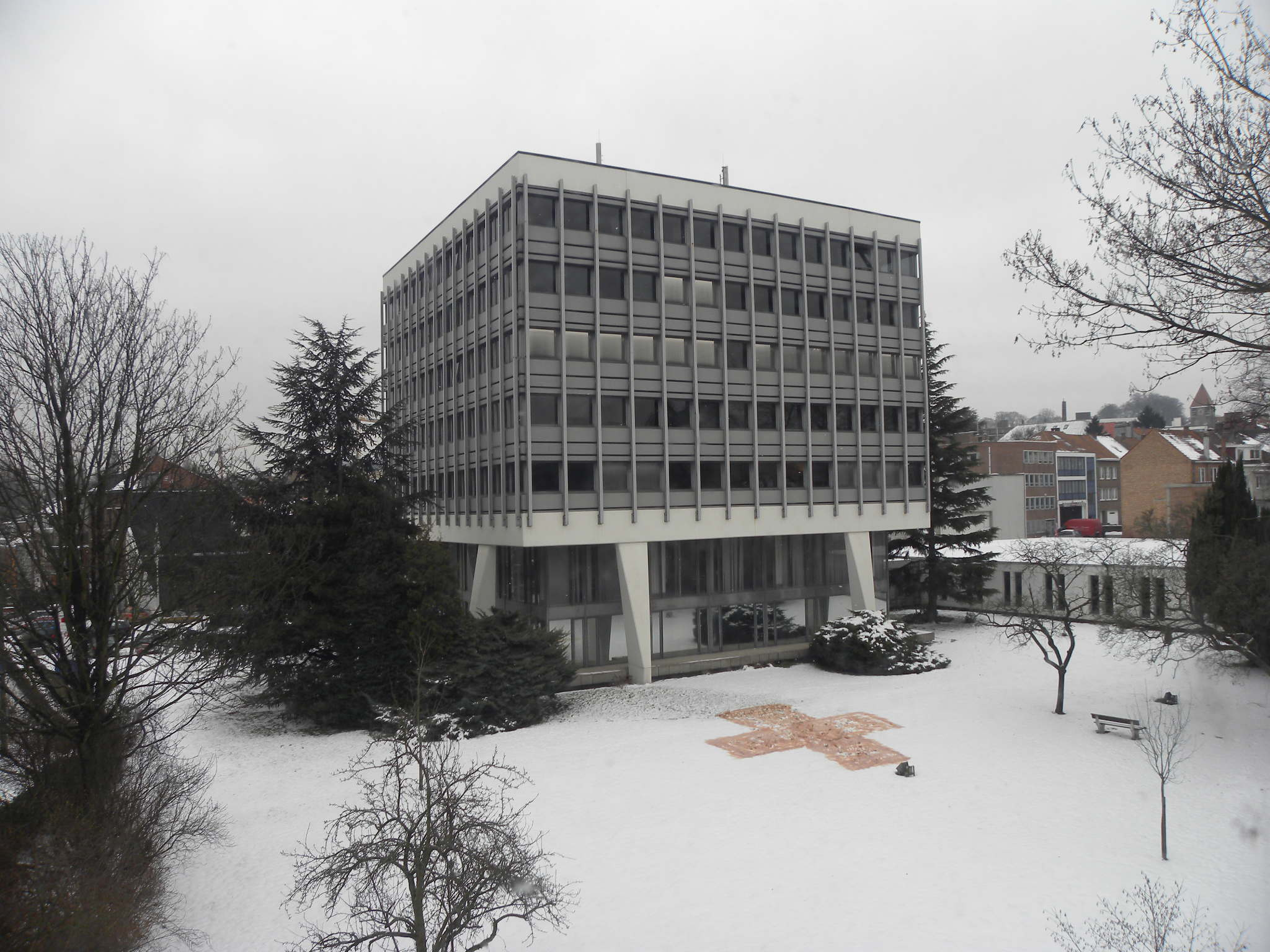
Le siège national et de la section francophone en 2010.

Le siège de l'institution nationale belge est à Bruxelles, installé successivement :
- montagne de l'Oratoire 7 (années 1864-1871)[34] ;
- rue de Livourne (24 et 80) (années 1914 à 1932)[35] ;
- chaussée de Vleurgat 98 ;
- rue de Stalle 96 à Uccle entre 2004 et 2024 ;
- rue Rempart des Moines 78, au centre-ville de Bruxelles, depuis 2024, au siège historique de la section locale de la Ville de Bruxelles conçu par Michel Polak.

L’aile francophone s’installe sur la place Brugmann, à Ixelles, dans le complexe hospitalier de la Croix-Rouge de Belgique jusqu'en 2004. Après la fermeture de ce dernier, l’aile francophone s’installe au siège national, rue de Stalle à Uccle. En 2024, la Communauté francophone de la Croix-Rouge déménage quitte Bruxelles et inaugure son nouveau siège communautaire au Boulevard Ernest Mélot 42 à Namur.
Depuis 2004, l’administration de l'aile néerlandophone est installée à Malines, en Région flamande.

### Guerre 1914-1918
En juillet 1914, les services sanitaires de la Croix-Rouge ne sont en rien préparés pour la guerre imminente. Elle manque de tout : personnel et matériel. La pénurie est comblée par des appels faits à la population. Un dispositif de 900 personnes est mis en place à la hâte refusant quantités de bonne volontés. En août 1914, la reine Élisabeth décide d'ouvrir le Palais royal de Bruxelles aux blessés et confie la gestion de l'Ambulance no 58 qui y est établie au Dr Antoine Depage.
Le docteur Antoine Depage alors qu’il n’est pas militaire prend un rôle prépondérant dans l’organisation des ambulances, nom donné alors aux hôpitaux de campagne. Son rôle dans la conversion du Grand-Hôtel de l’Océan en un centre de soins : l'Ambulance de l'Océan, est notoire. Son épouse Marie Depage (née Picard) est envoyée par le roi Albert et la reine Elisabeth aux États-Unis pour y récolter des fonds pour la Croix-Rouge. Elle y récolte près de 100 000 $ et revient en Belgique à bord du Lusitania. Elle venait d’apprendre que Lucien, son fils de 17 ans, avait rejoint l’armée. Elle était sur le Lusitania par hasard car elle aurait dû partir la veille mais a retardé son départ pour participer à une réunion supplémentaire de récolte de fonds. Elle décède lors du torpillage de ce paquebot le 7 mai 1915.
La princesse Jean de Mérode, née Marie-Louise de Bauffremont-Courtenay (1874-1955) joue aussi un rôle prépondérant dans l'organisation des secours durant la première guerre.
En avril 1915 le Comité directeur de la Croix-Rouge est dissous pour être remplacé par une administration centrale placée sous la dépendance du Gouverneur général (allemand).

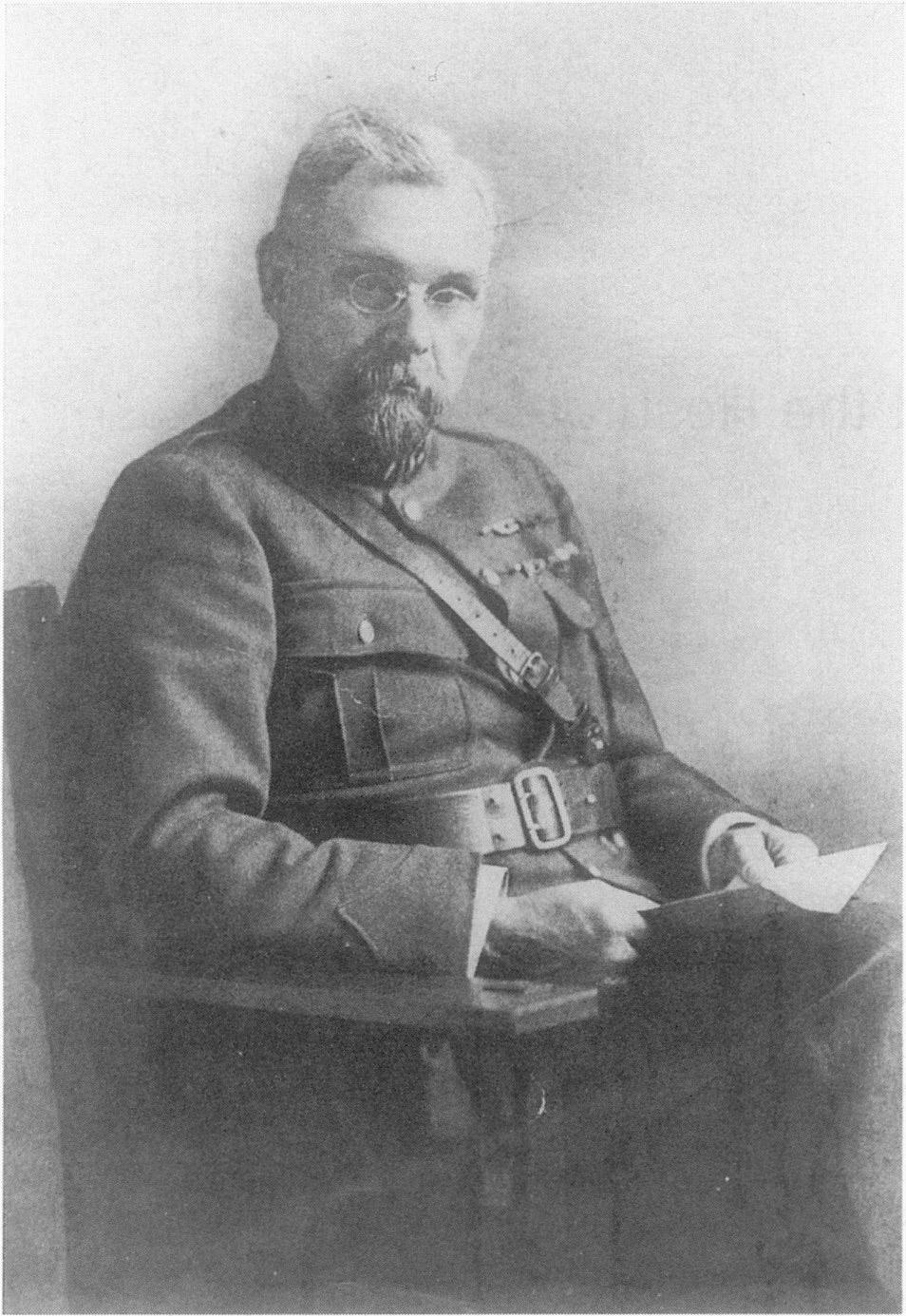
Le docteur Antoine Depage, pilier de la Croix-Rouge dans le premier quart du XXe siècle.
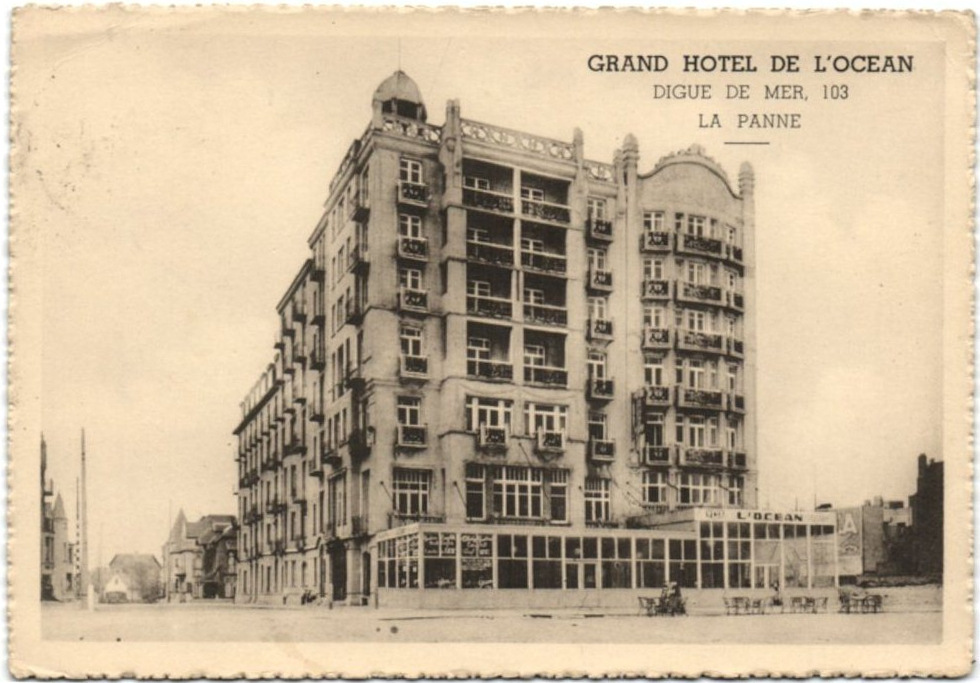
Le Grand Hôtel de l'Océan, hôpital Croix-Rouge (14-18).
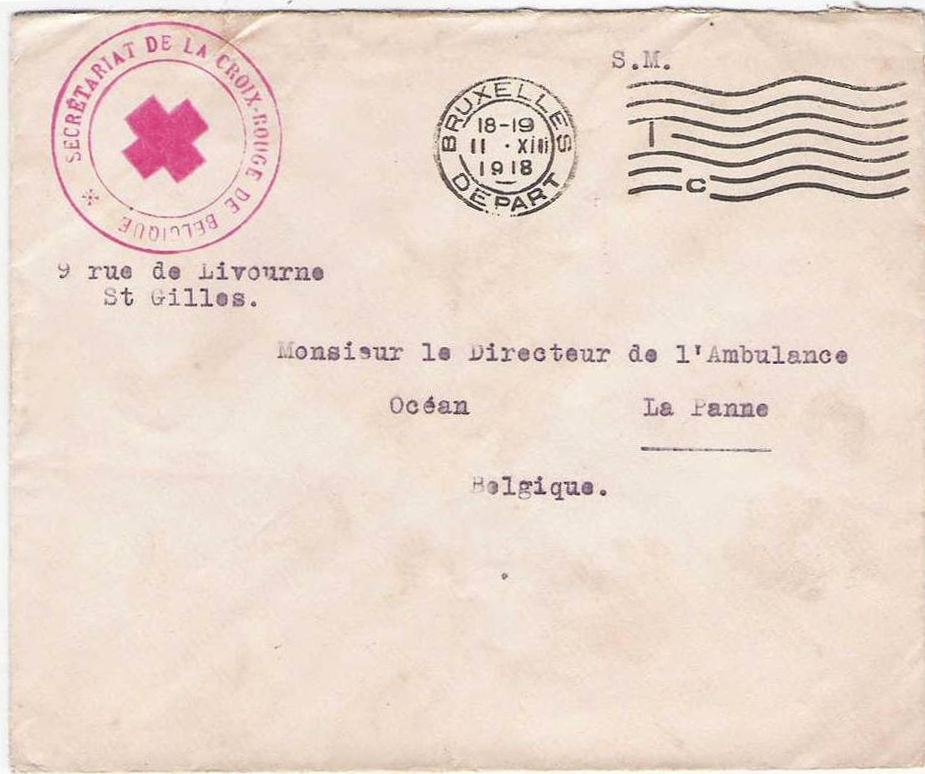
Courrier adressé à l'hôpital de l'Océan en 1918.

### Entre-deux-guerres
Antoine Depage crée la Croix-Rouge de la Jeunesse et la Croix-Rouge du Congo. Il convainc aussi la Croix-Rouge de Belgique de reprendre l'Institut médico-chirurgical qu'il a créé, très moderne pour l'époque, place Brugmann à Ixelles et dont les moyens financiers propres sont insuffisants.

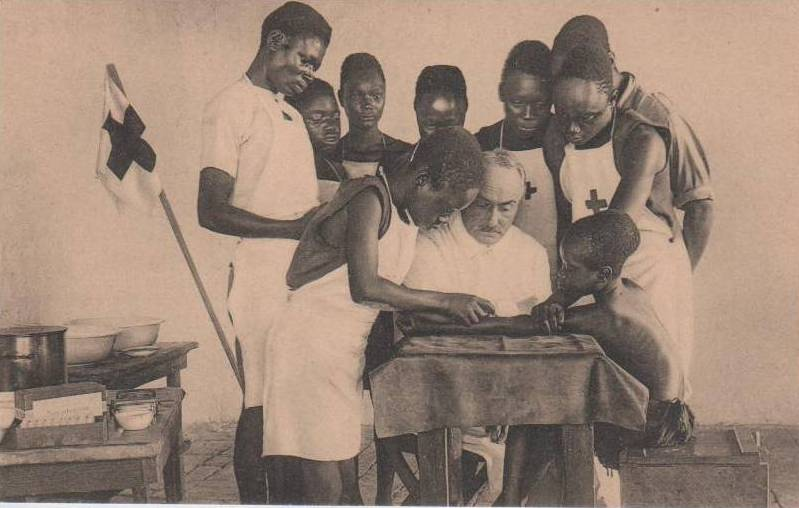
École d'infirmiers de la Croix-Rouge de Belgique à Pawa (Congo belge) vers 1930.
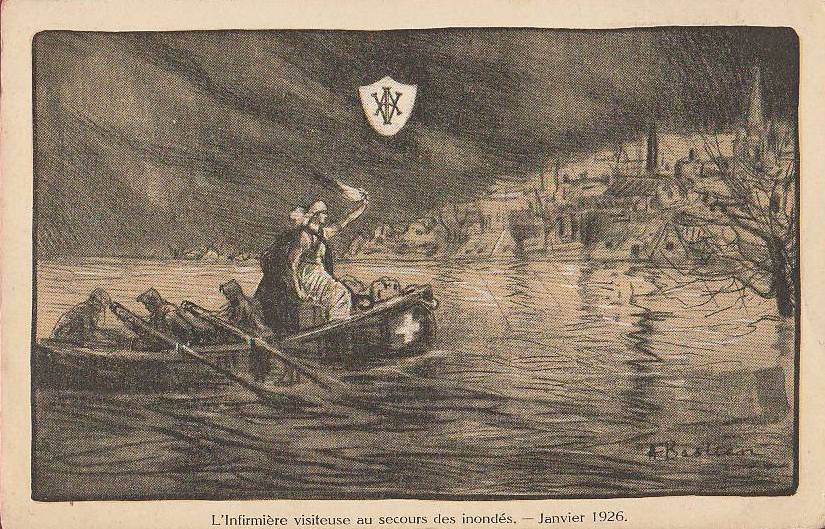
La Croix-Rouge au secours des inondés de 1926.
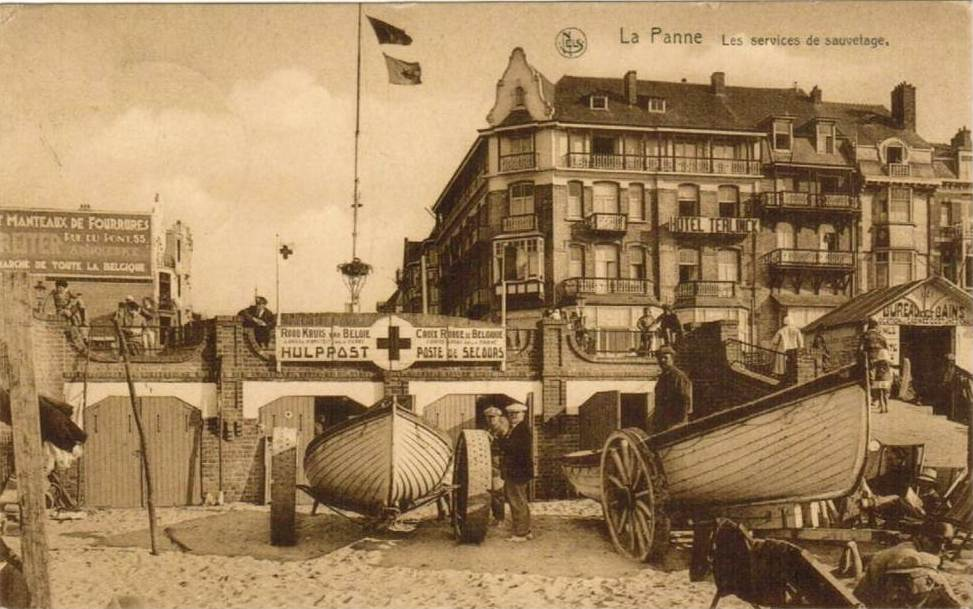
Un poste de sauvetage de la Croix-Rouge. Plage de La Panne (Belgique) vers 1930.
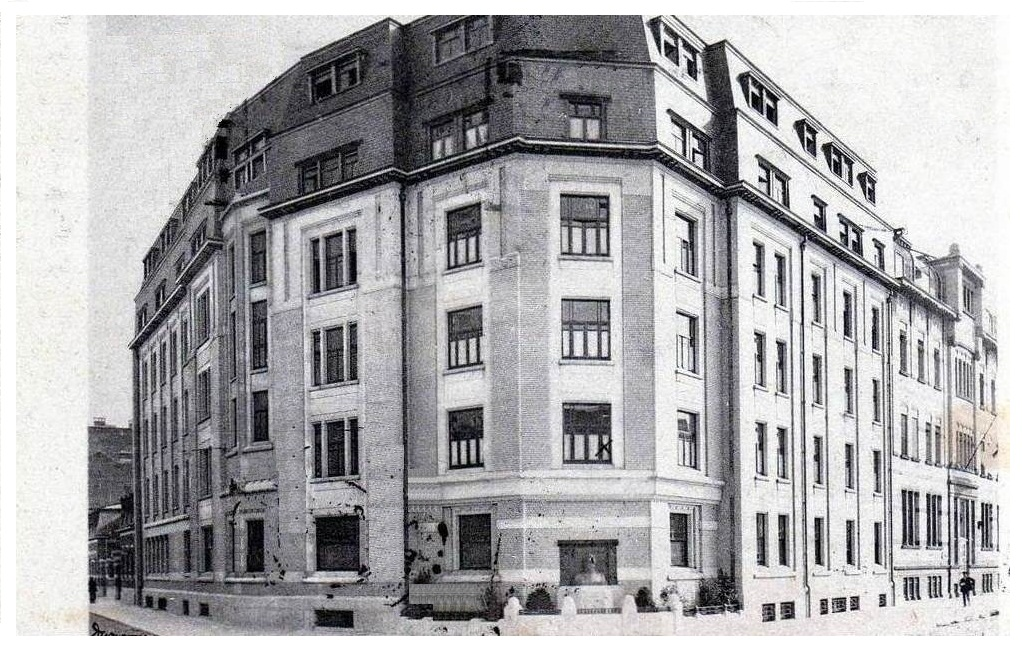
L'Institut Depage devenu l'Ancien complexe hospitalier de la Croix-Rouge de Belgique. Place Brugmann (Ixelles, 1936).

### Guerre d'Espagne
À la suite de la guerre civile d'Espagne (1936-1939), la Croix-Rouge de Belgique crée en 1937 le service de Tracing appelé souvent Restauration des Liens Familiaux (RLF), dont le but est d'élucider le sort des personnes disparues dans des conflits et de faciliter la réunification des familles séparées par les combats.

### Après-guerre
Le Français Jean Droit (1884-1961) est un commissaire et animateur de jeunesse hors du commun. Dans les années cinquante il anime des activités au centre Croix-Rouge du Moulin de Chevlipont et à Keerbergen.
En 1962 la Croix-Rouge souhaite moderniser les moyens de communication disponibles pour les services d'urgence. Le 3 mars elle signe une convention avec l'Union belge des radio-Amateurs (UBA). Cette dernière met à sa disposition ses membres et leur équipement. La station ON5XA est installée au siège bruxellois de la Croix-Rouge et des stations sont aussi mises en service dans les sièges provinciaux.
En 1997 l'Union belge des ambulanciers (UBA) conteste à la Croix-Rouge le droit d'effectuer le transport médical non urgent. 19 février 1997, le tribunal de Commerce ordonne, par un jugement en référé, à la Croix-Rouge de mettre fin à ses transports non urgents. Du jour au lendemain 500 ambulances sont mises à l'arrêt. Dans dix communes du Brabant les bourgmestres ont réquisitionné les ambulances de la Croix-Rouge pour assurer ces missions sanitaire comme de coutume.
En septembre 1999 un arrêt de la Cour de Cassation casse l'arrêt de la cour appel d'octobre 1997 qui avait donné raison à la Croix-Rouge. La Croix-Rouge avait dans l'intervalle modifié ses statuts pour s'autoriser à accomplir des activités qui contribue à sa préparation aux missions d'urgence.
Cette passe d'armes avec le secteur ambulancier privé reflète en cette fin des années '90 l'évolution nécessaire de l'Institution qui rencontre dans ses domaines d'action historique des concurrents issus du secteur privé, associatif ou public. Le transport urgent de blessés n'est plus dans ses activités depuis longtemps, les mutuelles et les CPAS offrent des services d'appuis, le prêt de matériel sanitaire n'est plus son monopole, les actions internationales non plus avec la prolifération d'ONG telles que MSF et Oxfam. Ceci se vérifie aussi dans la collecte de sang, bastion traditionnel où l'Association nationale des services libres de transfusion sanguine a fait une brèche et enfin dans l'éducation à la Santé ou des acteurs publics ou associatifs ont pris le relais. Il lui reste notamment le secteur de l'animation sociale dans les hôpitaux où elle a une très bonne implantation.

### Années 2000

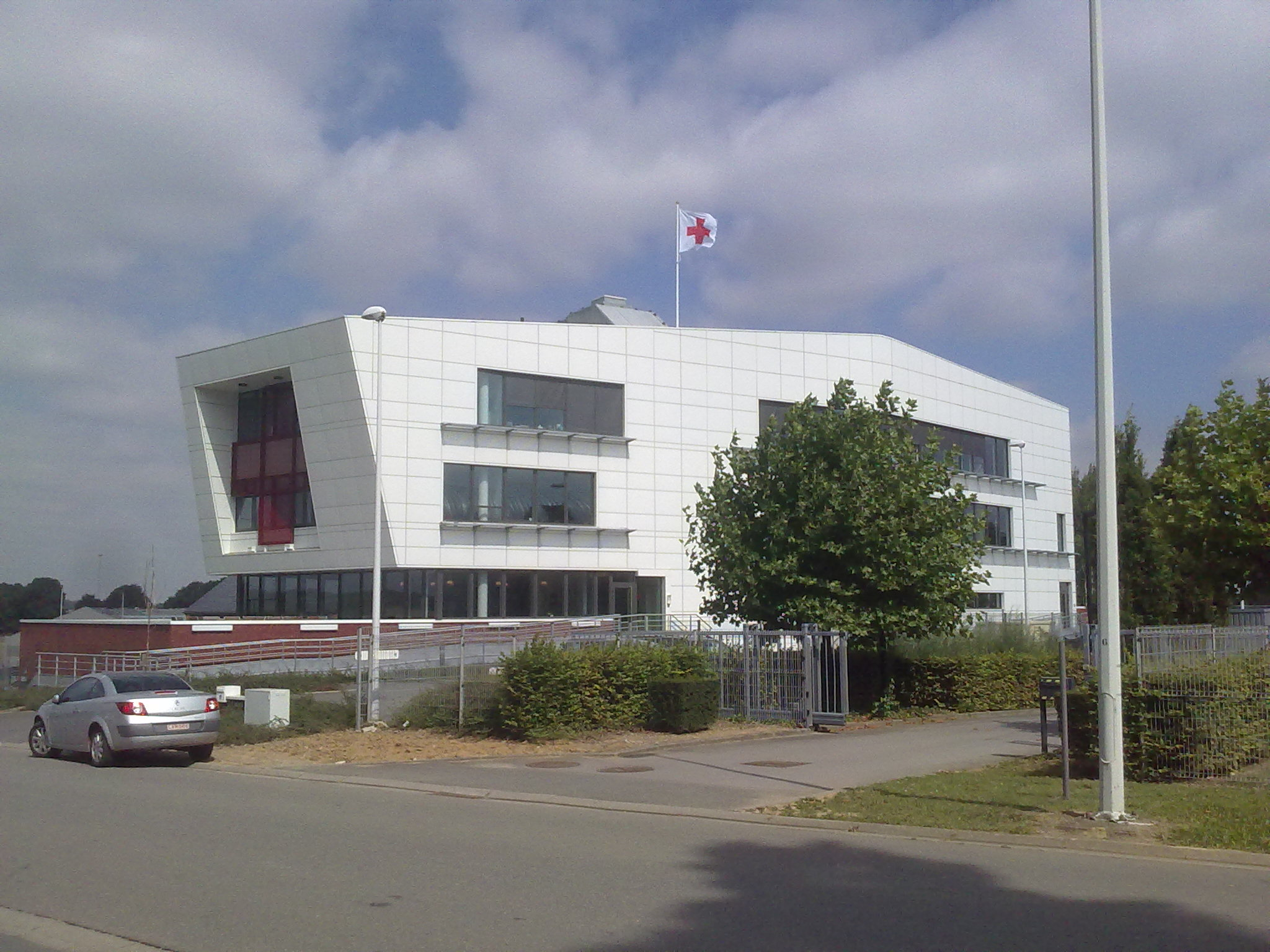
Le siège du Service francophone du Sang à Suarlée.

Les bénévoles et les permanents de la Croix-Rouge s’engagent dans les services suivants :
- Activité humanitaires
  - Activités internationales
    - Projets de développement dans 8 Pays d'Afrique auprès des Sociétés Nationales sœurs du : Bénin, Burkina Faso, Burundi, Mali, Niger, République Démocratique du Congo, Rwanda et Sénégal
    - Programmes d’urgence :
      - Tsunami 2004 au Sri Lanka et en Indonésie
      - Tremblement de Terre au Pakistan en 2006
      - Tremblement de terre en Haïti en 2010

    - Le Droit international humanitaire
    - la Diffusion des normes humanitaires
    - Le service RLF (Rétablissement des Lieux Familiaux) en lien avec le mouvement international de la Croix-Rouge

  - Action sociale
    - Projet Itinérances de maintien du lien entre enfants et parent détenu.
    - Épicerie sociale, vesti-boutique, prêt de livres,
    - Soin du lien social en hôpital et en maison de repos et de soins
    - Prêt de matériel sanitaire

  - Actions de secours préventives ou d’urgences
    - Assistance psychosociale aux victimes de catastrophes

  - Formations aux gestes qui sauvent
  - Croix-Rouge de la Jeunesse
  - Les services de secours
  - Le transport (urgent et non urgent)

Les autres activités sont :
- L'accueil des demandeurs d'Asile. mandaté par l'état Belge au travers d'une convention avec FEDASIL

À travers 28 centres ayant une capacité de plus de 8 000 places.
- La collecte de dons de sang et son traitement.

#### Nouveau Service francophone du Sang
Le 29 mai 2009, la première pierre du nouveau bâtiment du Service francophone du Sang est posée à Suarlée, ville de Namur, dans le zoning Ecolys. Le bâtiment qui sert à regrouper des services, bureaux et labos éparpillées à Namur, Liège et Bruxelles est d’une superficie de 5 226 m2. Son coût combiné aux aménagements du site est de 8,3 millions d’euros. Des techniques de construction durables ont été utilisées : isolation de 15 cm d’épaisseur, toiture végétale, matériaux de façade de teinte réfléchissante.
L’inauguration officielle a lieu le 1er avril 2011. À présent toutes les poches de sang, de plasma et de plaquettes sont traitées sur ce site, de même que les analyses réalisées sur les échantillons.

## Ordre et décorations

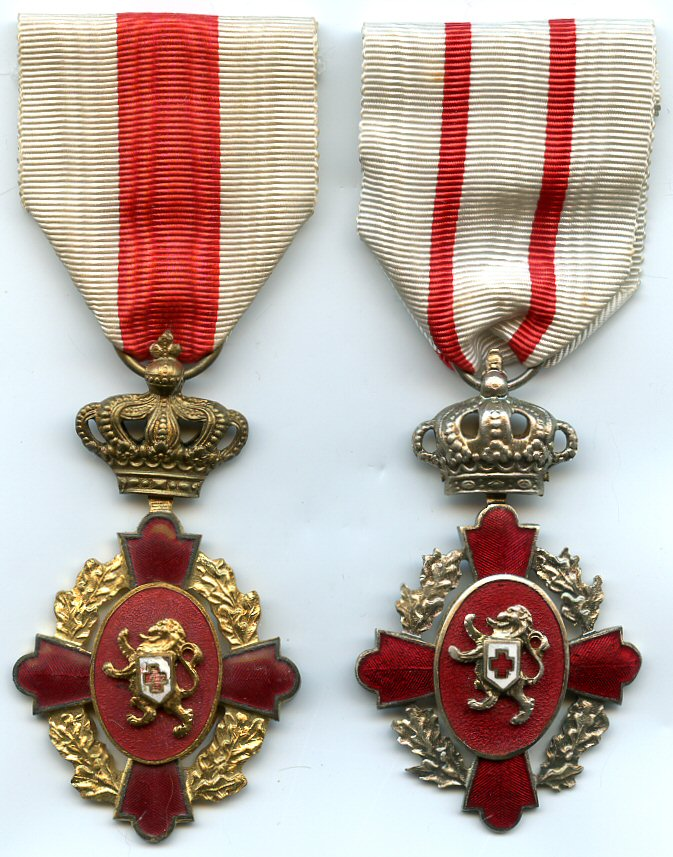
Ordre de la Croix-Rouge de Belgique. initié en 1880.
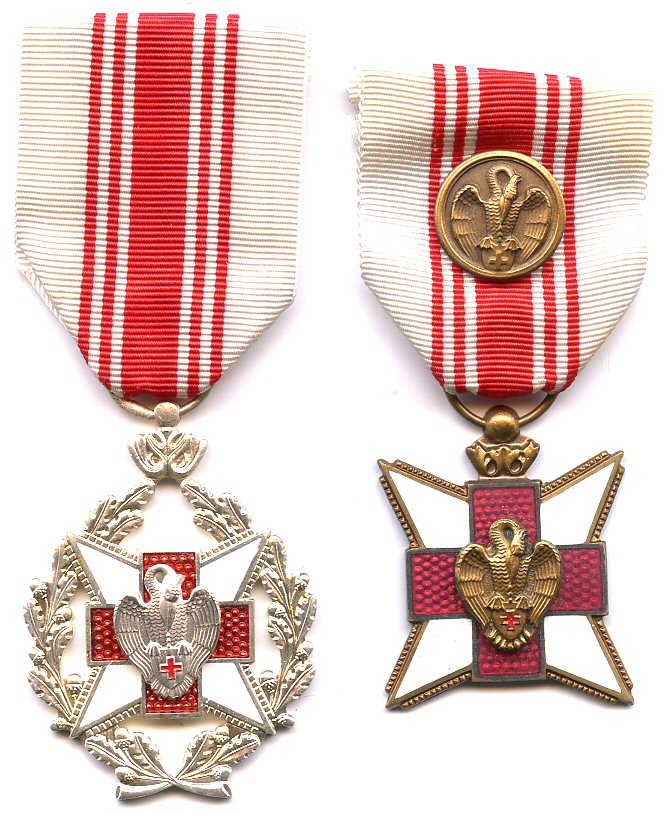
Médaille de Donneur de Sang
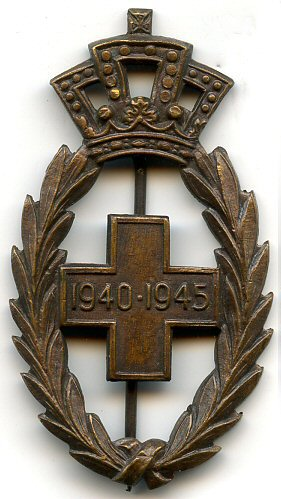
Décoration de la Croix-Rouge de Belgique 1940–1945
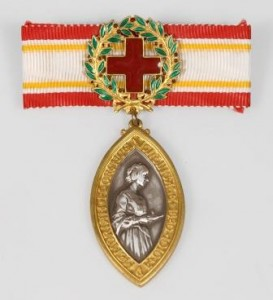
La Médaille Florence Nightingale.

### Récipiendaires
Au moins trois citoyennes belges ont reçu la médaille Florence Nightingale.
- Eugénie Henry, (°Louvain 1877 +1949), médaillée le 12 mai 1927.
- Suzanne Orban, épouse Lippens (°1887 +1971), médaillée le 12 mai 1951.
- Nicole Vroonen, (° +1961), médaillée le 12 mai 1963.

## Cinéma
- 1955 : Faits divers d'Émile Degelin ; 11 minutes ; tourné dans l'hyper-centre bruxellois, cet étrange récit se révèle finalement être un film de propagande destiné à promouvoir le don de sang à la Croix-Rouge.